# Marat Izmaïlov
Marat Naïlevitch Izmaïlov (en russe : Марат Наилевич Измайлов) surnommé "le Czar", né le 21 septembre 1982 à Moscou, est un footballeur professionnel russe (d'origine tatare) actuellement sous contrat avec le FK Krasnodar. C'est un milieu de terrain qui évoluait généralement sur le côté gauche du Sporting malgré le fait qu'il soit droitier.
Il est l'un des joueurs russes les plus talentueux de sa génération[réf. nécessaire] et peut évoluer à n'importe quel poste au milieu ainsi qu'en attaque.

## Biographie

### En club
Pur produit de formation du Lokomotiv, il est l'auteur d'une année 2001 exceptionnelle, passant de la réserve du club à une place de titulaire en équipe nationale en 6 mois.
Après une bonne saison 2007-2008 sous les couleurs du Sporting durant laquelle il était prêté par le Lokomotiv Moscou, le Sporting lève son option d'achat. Izmaïlov signe ainsi à l'été 2008 un contrat de 5 ans avec le Sporting. Lors de sa première saison, il s'était rapidement fait remarquer en offrant un titre à son équipe dès son premier match officiel, lors de la Supercoupe contre le FC Porto, d'une superbe frappe de loin. Souvent en réussite face au FC Porto, il a marqué en tout 4 buts contre celui-ci. 
Le 17 avril 2011, pour son premier match de la saison, Izmaïlov grimpe dans le cœur de ses supporteurs en refusant de saluer son ancien coéquipier João Moutinho, dont le transfert au FC Porto a été très mal perçu à Lisbonne. Très apprécié par les supporters du Sporting, Izmaïlov a cependant connu pas mal de périodes difficiles à Lisbonne en raison de blessures à répétition. 
Le 6 janvier 2013, le Sporting CP et le FC Porto concluent à un échange entre Marat Izmaïlov et Miguel Lopes. Izmaïlov portait le maillot 15, numéro fétiche de son compatriote Dmitri Alenichev.
En saison 2013-14 il a été absent pour 4 mois pour les raisons de la famille. Par la suite Izmailov était prêté, jouant pour Qəbələ FK (janvier-mai 2014) et FK Krasnodar (depuis juillet 2014).

### En équipe nationale
Il débute en équipe nationale alors qu'il n'a que 19 ans.
Il a porté 35 fois les couleurs de son pays, marqué 2 buts et faisait partie de l'équipe nationale lors des phases finales de la Coupe du monde 2002, de l'Euro 2004 et de l'Euro 2012.
Il a aussi disputé 2 rencontres avec l'équipe olympique de Russie.

## Statistiques
| Saison                | Club                  | Championnat           | Championnat | Championnat | Coupe(s) nationale(s) | Coupe(s) nationale(s) | Compétition(s) continentale(s) | Compétition(s) continentale(s) | Compétition(s) continentale(s) | Total | Total |
| Saison                | Club                  | Division              | M.          | B.          | M.                    | B.                    | Comp.                          | M.                             | B.                             | M.    | B.    |
| 2001                  | Lokomotiv Moscou      | D1                    | 29          | 6           | 3                     | 0                     | C1+C3                          | 8+2                            | 2+1                            | 42    | 9     |
| 2002                  | Lokomotiv Moscou      | D1                    | 14          | 2           | -                     | -                     | -                              | -                              | -                              | 14    | 2     |
| 2003                  | Lokomotiv Moscou      | D1                    | 27          | 5           | 3                     | 0                     | C1+C1                          | 4+6                            | 0                              | 40    | 5     |
| 2004                  | Lokomotiv Moscou      | D1                    | 18          | 2           | 3                     | 2                     | C1                             | 2                              | 1                              | 23    | 5     |
| 2005                  | Lokomotiv Moscou      | D1                    | 16          | 4           | 1                     | 0                     | C1+C3                          | 1+4                            | 0                              | 22    | 4     |
| 2006                  | Lokomotiv Moscou      | D1                    | 16          | 1           | 2                     | 0                     | C3+C3                          | 2+2                            | 0                              | 22    | 1     |
| 2007                  | Lokomotiv Moscou      | D1                    | 4           | 0           | -                     | -                     | -                              | -                              | -                              | 4     | 0     |
| Sous-total            | Sous-total            | Sous-total            | 124         | 20          | 12                    | 2                     | -                              | 31                             | 4                              | 167   | 26    |
| 2007-2008             | Sporting CP           | D1                    | 23          | 4           | 13                    | 4                     | C1+C3                          | 6+5                            | 0                              | 47    | 8     |
| 2008-2009             | Sporting CP           | D1                    | 22          | 3           | 7                     | 1                     | C1                             | 6                              | 0                              | 35    | 4     |
| 2009-2010             | Sporting CP           | D1                    | 13          | 1           | 5                     | 1                     | C3                             | 5                              | 0                              | 23    | 2     |
| 2010-2011             | Sporting CP           | D1                    | 3           | 0           | -                     | -                     | -                              | -                              | -                              | 3     | 0     |
| 2011-2012             | Sporting CP           | D1                    | 13          | 5           | 3                     | 0                     | C3                             | 9                              | 1                              | 25    | 6     |
| 2012-2013             | Sporting CP           | D1                    | 7           | 0           | -                     | -                     | C3                             | 2                              | 0                              | 9     | 0     |
| Sous-total            | Sous-total            | Sous-total            | 81          | 13          | 28                    | 6                     | -                              | 33                             | 1                              | 142   | 20    |
| 2012-2013             | FC Porto              | D1                    | 13          | 1           | 1                     | 0                     | C1                             | 1                              | 0                              | 15    | 1     |
| 2013-2014             | FC Porto              | D1                    | -           | -           | -                     | -                     | C1                             | 1                              | 0                              | 1     | 0     |
| 2013-2014             | FK Qabala (prêt)      | D1                    | 14          | 1           | 4                     | 1                     | -                              | -                              | -                              | 18    | 2     |
| 2014-2015             | FK Krasnodar (prêt)   | D1                    | 22          | 1           | 1                     | 0                     | C3                             | 8                              | 0                              | 31    | 1     |
| 2016-2017             | FK Krasnodar          | D1                    | 7           | 1           | 1                     | 1                     | C3                             | 3                              | 0                              | 11    | 2     |
| 2017-2018             | Ararat Moscou         | D1                    | 4           | 2           | -                     | -                     | -                              | -                              | -                              | 4     | 2     |
| Sous-total            | Sous-total            | Sous-total            | 60          | 6           | 7                     | 2                     | -                              | 13                             | 0                              | 80    | 8     |
| Total sur la carrière | Total sur la carrière | Total sur la carrière | 265         | 39          | 47                    | 10                    | -                              | 77                             | 5                              | 389   | 54    |

## Palmarès
| Année        | Titre                                  | Club             | Pays     |
| ------------ | -------------------------------------- | ---------------- | -------- |
| 2002 et 2004 | Champion de Russie                     | Lokomotiv Moscou | Russie   |
| 2013         | Champion du Portugal                   | FC Porto         | Portugal |
| 2001         | Vainqueur de la Coupe de Russie        | Lokomotiv Moscou | Russie   |
| 2008         | Vainqueur de la Coupe du Portugal      | Sporting CP      | Portugal |
| 2003 et 2005 | Vainqueur de la Supercoupe de Russie   | Lokomotiv Moscou | Russie   |
| 2007 et 2008 | Vainqueur de la Supercoupe du Portugal | Sporting CP      | Portugal |
| 2008 et 2009 | Finaliste de la Carlsberg Cup          | Sporting CP      | Portugal |